# Грассманиан
Грассмановым многообра́зием или грассманиа́ном линейного пространства {\displaystyle V} размерности {\displaystyle n} называется многообразие, состоящее из его {\displaystyle p}-мерных подпространств. Обозначается {\displaystyle \mathbf {Gr} _{p}(V)} или {\displaystyle \mathbf {Gr} (p,n)} или {\displaystyle \mathbf {Gr} (p,V)}. В частности, {\displaystyle \mathbf {Gr} _{1}(\mathbb {R} ^{n})} — это многообразие прямых в пространстве {\displaystyle \mathbb {R} ^{n}}, совпадающее с проективным пространством {\displaystyle \mathbb {R} \mathbb {P} ^{n-1}}. Названо в честь Германа Грассмана.
На грассманиане существует естественная проективная параметризация (координаты определены с точностью до умножения на константу). Соответствующие координаты называются координатами Плюккера. Они определяют вложение {\displaystyle \mathbf {Gr} (p,n)\subset \mathbf {P} ^{{n \choose p}-1}}. Алгебраические соотношения на плюккеровы координаты, определяющие образ вложения в проективном пространстве, называются соотношениями Плюккера.

## Доказательство
Грассманиан {\displaystyle \mathbf {Gr} _{p}(V)} можно наделить следующим атласом.
Пусть {\displaystyle \Pi \in \mathbf {Gr} _{p}(V)} — {\displaystyle p}-мерное подпространство
{\displaystyle V}. Введём в векторном пространстве {\displaystyle V} скалярное произведение и обозначим через {\displaystyle \Pi ^{\perp }} ортогональное дополнение {\displaystyle \Pi }.
Так как {\displaystyle \Pi \oplus \Pi ^{\perp }=V}, то любое {\displaystyle p}-мерное подпространство
{\displaystyle \Pi '}, достаточно близкое к {\displaystyle \Pi }, можно отождествить с линейным отображением {\displaystyle A:\Pi \to \Pi ^{\perp }}, если представить каждый вектор {\displaystyle a\in \Pi '} в виде суммы {\displaystyle a=x+y}, где {\displaystyle x\in \Pi } и {\displaystyle y\in \Pi ^{\perp }}, и положить {\displaystyle A(x)=y}.
Тогда окрестность точки {\displaystyle \Pi \in \mathbf {Gr} _{p}(V)} взаимно однозначно отображается на некоторое открытое подмножество пространства линейных отображений {\displaystyle {\mathcal {L}}(\Pi ,\Pi ^{\perp })}. Построенный атлас делает {\displaystyle \mathbf {Gr} _{p}(V)} аналитическим многообразием размерности {\displaystyle p(n-p)}, где {\displaystyle n=\dim V}.
Для того, чтобы показать, что {\displaystyle \mathbf {Gr} _{p}(V)} является проективным алгебраическим многообразием, нужно воспользоваться соотношениями Плюккера, которые являются однородными алгебраическими уравнениями второй степени.

## Свойства
- Грассманиан {\displaystyle \mathbf {Gr} _{p}(V)} является проективным алгебраическим многообразием размерности {\displaystyle p(n-p)}, где {\displaystyle n=\dim V}. Соответственно, если {\displaystyle V=\mathbb {C} ^{n}} — комплексное пространство, то грассманиан будет комплексно-алгебраическим многообразием.
- Грассмановым конусом порядка {\displaystyle p} называется множество разложимых элементов внешней степени {\displaystyle \wedge ^{p}V}, то есть {\displaystyle p}-форм, представимых в виде произведения {\displaystyle p} 1-форм. Проективизация грассманова конуса порядка {\displaystyle p} совпадает с {\displaystyle \mathbf {Gr} _{p}(V)}.

- В силу естественного изоморфизма {\displaystyle p}-форм и {\displaystyle (n-p)}-форм, грассмановы многообразия порядка {\displaystyle p} и {\displaystyle n-p} совпадают.

- Вещественный грассманиан можно представить как однородное пространство ортогональной группы.

{\displaystyle \mathbf {Gr} (k,\mathbb {R} ^{n})=O(n)/\left(O(k)\times O(n-k)\right)}
Аналогично, комплексный грассманиан соответствует унитарной группе.
{\displaystyle \mathbf {Gr} (k,\mathbb {C} ^{n})=U(n)/\left(U(k)\times U(n-k)\right)}.
Эти соотношения означают, что линейное подпространство {\displaystyle W} евклидова пространства можно задать, выбрав в объемлющем пространстве ортонормальный базис, первые {\displaystyle \dim W} векторов которого образуют базис в {\displaystyle W}. Такая параметризация не однозначна, возможен различный выбор базиса как в самом {\displaystyle W}, так и в его ортогональном дополнении. Устранению этого произвола соответствует взятие факторгруппы.

## Клеточное разбиение
Грассманиан является клеточным пространством. Соответствующее клеточное разбиение называется клетки Шуберта. Оно строится следующим образом. Выберем в объемлющем пространстве базис {\displaystyle \{e_{1},\dots ,e_{n}\}}. Заданному k-мерному подпространству {\displaystyle V} сопоставим набор чисел {\displaystyle s_{1,\dots ,k}} (символ Шуберта) по правилу
{\displaystyle s_{i}=\min\{p\in \{1,\dots ,n\}\vert \dim \left(V\cap \left\langle e_{1},\dots ,e_{p}\right\rangle \right)=i\},\qquad i=1,\dots ,k}
Здесь {\displaystyle \left\langle e_{1},\dots ,e_{p}\right\rangle } — подпространство, натянутое на первые {\displaystyle p} векторов базиса. Множество всех подпространств с заданными значениями {\displaystyle s_{1,\dots ,k}} гомеоморфно клетке, размерность которой равна {\displaystyle (s_{1}-1)+(s_{2}-2)+\dots +(s_{n}-n)}. Для комплексного грассманиана все клетки являются комплексными пространствами, поэтому нетривиальные клетки имеются лишь в чётных размерностях. Как следствие, гомологии комплексного грассманиана имеют вид
{\displaystyle H_{m}(\mathbf {Gr} (k,n))={\begin{cases}0,\;m=2l+1\\\mathbb {Z} ^{d(k,l)},\;m=2l\end{cases}}}
Здесь {\displaystyle d(k,n)} — число различных символов Шуберта в (комплексной) размерности {\displaystyle l}.

## Обобщения
- Многообразие всех ортонормированных k-реперов в {\displaystyle \mathbb {R} ^{n}} называется многообразием Штифеля {\displaystyle V_{k}(\mathbb {R} ^{n})}. Оно имеет естественную структуру локально тривиального расслоения, слоем которого является ортогональная группа:

{\displaystyle O(k)\to V_{k}(\mathbb {R} ^{n})\to \mathbf {Gr} _{k}(\mathbb {R} ^{n})}
В частности, {\displaystyle V_{n-1}(\mathbb {R} ^{n})\simeq SO_{n},}, {\displaystyle V_{n}(\mathbb {R} ^{n})\simeq O_{n},}.